# Liste der Monuments historiques in Neuilly-sur-Suize
Die Liste der Monuments historiques in Neuilly-sur-Suize führt die Monuments historiques in der französischen Gemeinde Neuilly-sur-Suize auf.

## Liste der Immobilien
| Bezeichnung                  | Beschreibung                                                                                 | Standort               | Kennzeichnung | Schutzstatus | Datum | Bild           |
| ---------------------------- | -------------------------------------------------------------------------------------------- | ---------------------- | ------------- | ------------ | ----- | -------------- |
| Brücke über die Suize        | dreibogige Steinbrücke, 1830                                                                 | Rue du Pont (Lage)     | PA52000010    | Inscrit      | 1996  |                |
| Château de Neuilly-sur-Suize | aus dem 16. und 18. Jahrhundert; mit Schlosskapelle und weiteren Teilen der Innenausstattung | Rue de l’Église (Lage) | PA00079305    | Inscrit      | 1991  | weitere Bilder |
| Kirche St-Pierre-et-St-Paul  | aus dem 16. Jahrhundert                                                                      | Rue de l’Église (Lage) | PA00079158    | Inscrit      | 1928  |                |

## Liste der Objekte
| Bezeichnung                                               | Beschreibung                                                                                            | Standort                                  | Kennzeichnung | Schutzstatus | Datum | Bild |
| --------------------------------------------------------- | --- | ----------------------------------------- | ------------- | ------------ | ----- | ---- |
| Zwei Zelebrantenstühle                                    | Holz, farbig gefast und vergoldet, 18. Jahrhundert; demontiert                                          | in der Kirche St-Pierre-et-St-Paul (Lage) | PM52000943    | Classé       | 1971  |      |
| Reiterskulptur Heiliger Hubertus                          | Stein, farbig gefasst, Mitte des 16. Jahrhunderts                                                       | in der Kirche St-Pierre-et-St-Paul (Lage) | PM52000934    | Classé       | 1960  |      |
| Skulptur Madonna mit Kind                                 | Stein, farbig gefasst, Anfang des 16. Jahrhunderts                                                      | in der Kirche St-Pierre-et-St-Paul (Lage) | PM52000937    | Classé       | 1965  |      |
| Hauptaltar                                                | Altartisch, Altaraufbau und Tabernakel; Holz, farbig gefasst und vergoldet, Anfang des 18. Jahrhunderts | in der Kirche St-Pierre-et-St-Paul (Lage) | PM52000938    | Classé       | 1968  |      |
| Zwei Büsten                                               | Holz, farbig gefasst, 17. Jahrhundert                                                                   | in der Kirche St-Pierre-et-St-Paul (Lage) | PM52000932    | Classé       | 1908  |      |
| Skulpturengruppe Unterweisung Mariens                     | Stein, farbig gefasst, 16. Jahrhundert                                                                  | in der Kirche St-Pierre-et-St-Paul (Lage) | PM52000935    | Classé       | 1961  |      |
| Skulptur Petrus (1)                                       | Holz, farbig gefasst und vergoldet, 18. Jahrhundert                                                     | in der Kirche St-Pierre-et-St-Paul (Lage) | PM52000941    | Classé       | 1970  |      |
| Pietà                                                     | Stein, farbig gefasst, 16. Jahrhundert                                                                  | in der Kirche St-Pierre-et-St-Paul (Lage) | PM52000931    | Classé       | 1908  |      |
| Skulptur Petrus (2)                                       | Stein, farbig gefasst, 16. Jahrhundert                                                                  | in der Kirche St-Pierre-et-St-Paul (Lage) | PM52000936    | Classé       | 1965  |      |
| Zwei Leuchterengel                                        | Stein, farbig gefasst, 16. und 17. Jahrhundert                                                          | in der Kirche St-Pierre-et-St-Paul (Lage) | PM52000944    | Classé       | 1973  |      |
| Drei Reliefs: Christi Geburt, Kreuzigung und Auferstehung | Stein, Ende des 16. Jahrhunderts                                                                        | in der Kirche St-Pierre-et-St-Paul (Lage) | PM52000933    | Classé       | 1908  |      |
| Kruzifix                                                  | Holz, farbig gefasst, 16. Jahrhundert                                                                   | in der Kirche St-Pierre-et-St-Paul (Lage) | PM52000939    | Classé       | 1970  |      |
| Skulptur Paulus                                           | Holz, farbig gefasst und vergoldet, 18. Jahrhundert                                                     | in der Kirche St-Pierre-et-St-Paul (Lage) | PM52000940    | Classé       | 1970  |      |
| Balustrade                                                | Holz, 16. Jahrhundert; im Pfarrhaus deponiert                                                           | in der Kirche St-Pierre-et-St-Paul (Lage) | PM52000942    | Classé       | 1971  |      |